# Lista över sjukhus i Stockholms län
Det har funnits och finns ett antal sjukhus i Stockholms län.
Akutsjukhusen har en somatisk akutmottagning öppen dygnet runt.

## Akutsjukhus

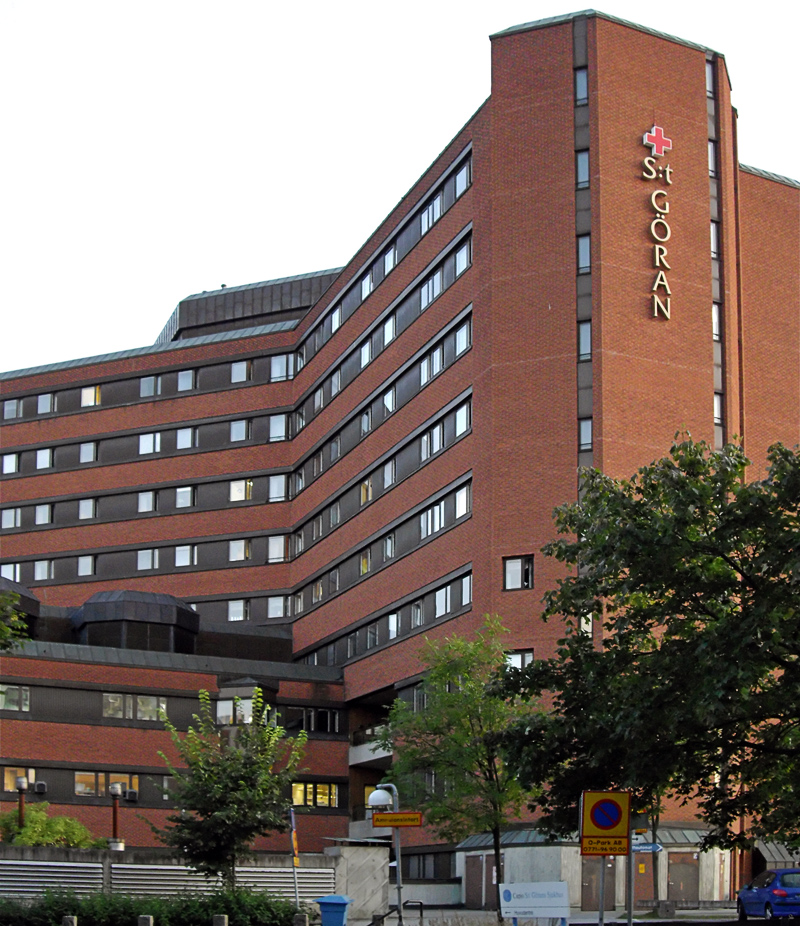
Sankt Görans sjukhus.

- Danderyds sjukhus (508 vårdplatser)
- Karolinska Universitetssjukhuset Huddinge
- Karolinska Universitetssjukhuset Solna (630 vårdplatser)
- Norrtälje sjukhus (96 vårdplatser)
- S:t Görans sjukhus (310 vårdplatser)
- Södersjukhuset (642 vårdplatser)
- Södertälje sjukhus (ca 180 vårdplatser)

## Sjukhus med närakuter

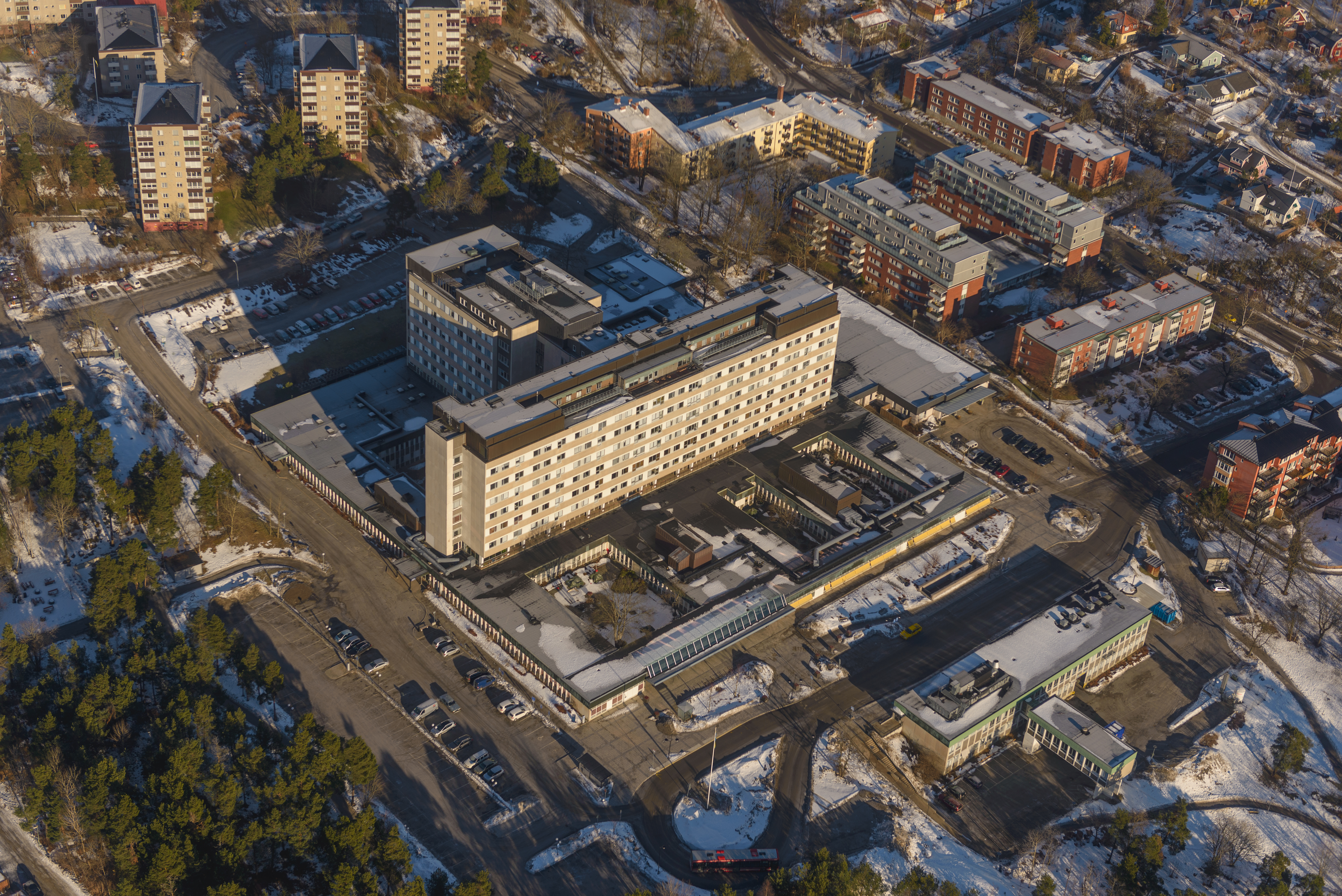
Nacka sjukhus

- Danderyds sjukhus
- Handens sjukhus
- Huddinge sjukhus
- Järva närsjukhus
- Nacka sjukhus
- Norrtälje sjukhus
- Rosenlunds sjukhus
- Sollentuna sjukhus
- Södertälje sjukhus

## Sjukhus med specialiserade akutmottagningar
- Maria sjukhus (beroendeakut)
- S:t Eriks ögonsjukhus (ögonakut)
- S:t Görans sjukhus (psykiatriska akutmottagning, beroendeakut)
- Södersjukhuset (akutmottagning för våldtagna)
- Barnakutmottagning finns vid Karolinska universitetssjukhuset i Solna och i Huddinge, samt vid Södersjukhuset.[1]

## Övriga sjukhus
- Bromma sjukhus
- Dalens sjukhus
- Ersta sjukhus
- Jakobsbergs sjukhus
- Löwenströmska sjukhuset
- Sabbatsbergs sjukhus
- Sophiahemmet

## Historiska och nedlagda sjukhus
- Allmänna barnbördshuset (Allmänna BB)
- Samariten, Barnsjukhuset
- Beckomberga sjukhus
- Blackebergs sjukhus
- Danvikens hospital
- Garnisonssjukhuset
- Konradsberg
- Kronprinsessan Lovisas vårdanstalt
- Norrtulls sjukhus
- Roslagstulls sjukhus
- Röda korsets sjukhus
- Sachsska barnsjukhuset (numera en del av Södersjukhuset Sachsska barn- och ungdomssjukhuset)
- Serafimerlasarettet
- Söderby sjukhus
- Södra barnbördshuset (Södra BB)
- Vårbergs sjukhus